# Åke Cato
Åke Cato (18 de octubre de 1934 - 9 de noviembre de 2016) fue un escritor, guionista y animador de nacionalidad sueca, activo en los medios periodísticos, radiofónicos y televisivos. Cato fue uno de los creadores del programa televisivo Nöjesmassakern, junto a Sven Melander, show en el cual tuvo fama la interpretación de ambos encarnando a Werner y Werner. La carrera de Åke Cato en el mundo del espectáculo abarcó un total de cinco décadas.

## Biografía
Su nombre completo era Åke Lennart Cato, y nació en Malmö, Suecia. Cato inició su carrera como periodista de entretenimiento en la publicación Expressen, donde trabajó desde 1960 a 1973, siendo después reportero de Aftonbladet entre 1974 y 1989. A principios de los años 1970 conoció a Sven Melander, con el cual colaboró a finales de los años 1980 e inicios de los 1990 en diferentes números televisivos, entre los cuales tuvieron fama los de ”Werner och Werner” y ”Preben och Preben”, ambos emitidos dentro del show televisivo Nöjesmassakern. Los números de ”Werner och Werner” se inspiraban en el chef suizo-sueco Werner Vögeli. En 1988 el dúo Werner och Werner lanzó un disco sencillo, Vår julskinka har rymt, que tuvo un gran éxito en Suecia. 
Además de Nöjesmassakern y del show televisivo Tack för kaffet, Cato escribió el guion de otros muchos programas, entre ellos Häpnadsväktarna, The Båttom Is Nådd y Reuter & Skoog. Junto con Jan Richter, escribió el guion de las películas Gräsänklingar y Smugglarkungen y además escribió la comedia Lösgodis, la cual se representó en el Lisebergsteatern y el Riksteatern en los años 2001 y 2002.
En colaboración con Björn Barlach, Cato escribió textos para los shows de Lill Lindfors, Ann-Louise Hansson, Bosse Parnevik y Cornelis Vreeswijk.
Cato, junto a Mikael Neumann, escribió guiones para los shows de Eva Rydberg representados en el Fredriksdalsteatern, siendo un ejemplo los titulados Den stora premiären (2007) y Viva la Greta (2011). En el año 2008 adaptó su novela Nobelpristagaren, escrita en 1989, como monólogo para ser interpretado por Andreas T. Olsson.
Desde el año 2008 Cato dirigía su propio blog, y en 2010 publicó sus memorias, En levande gosse.
Åke Cato falleció en Malmö en el año 2016, siendo enterrado en el Cementerio Östra kyrkogården de esa ciudad.

## Obra (selección)

### Libros
- 1968 : Meddelanden, en colaboración con Stig Nahlbom
- 1968 : Nya meddelanden, en colaboración con Stig Nahlbom
- 1982 : Spalter
- 1986 : Slow motion
- 1989 : Nobelpristagaren
- 1997 : Malmö för inte så länge sen
- 1998 : Utsikt från gågatan
- 2009 : da cato - texter för scen och TV
- 2010 : En levande gosse

### Guiones
- 1982 : Gräsänklingar
- 1985 : Smugglarkungen

### Obras teatrales
- 2015 : Uppdrag grönskning, en colaboración con Mikael Neumann, Trelleborgsrevyn
- 2011 : Sova på marmorgolv, Malmö Stadsteater
- 2011 : Viva la Greta, en colaboración con Mikael Neumann, Fredriksdalsteatern
- 2008 : Nobelpristagaren, Regionteater Väst
- 2007 : Den stora premiären, en colaboración con Mikael Neumann, Fredriksdalsteatern/Intiman
- 2000 : Lösgodis, en colaboración con Jan Richter, Lisebergsteatern/Riksteatern
- 1996 : Upp till camping, en colaboración con Mikael Neumann, Fredriksdalsteatern
- 1995 : Husan också, en colaboración con Mikael Neumann, Fredriksdalsteatern/Lisebergsteatern
- 1994 : Den tappre soldaten Bom, en colaboración con Mikael Neumann, Fredriksdalsteatern